# Zlaté Klasy
Zlaté Klasy (maďarsky Nagymagyar) jsou obec na Slovensku v okrese Dunajská Streda. Nachází se v Podunajské nížině na Žitném ostrově na pravém břehu Malého Dunaje.

## Historie
V letech 1938–1945 bylo území obce připojeno k Maďarsku. Obec vznikla v roce 1956 sloučením obcí Rastice, o kterých první písemná zmínka pochází z roku 1237 a které se do roku 1948 jmenovaly Veľký Mager (maďarsky Nagymagyar; německy Groß-Magendorf), Čenkovce (do roku 1948 Csenke) a Maslovce (do roku 1948 slovensky Vajasvata; maďarsky Vajasvatta). Čenkovce, které leží mezi Rasticemi a Maslovcemi, jsou od roku 1993 opět samostatné.

## Pamětihodnosti
- Římskokatolický kostel Svatého kříže, trojlodní neorenesanční stavba s půlkruhovým ukončením presbytáře a představenou věží, z let 1885–1886. Stojí na místě staršího kostela, jehož zdivo byla pravděpodobně použito při stavbě současného chrámu.
- Kaple Panny Marie Lurdské, barokní stavba z roku 1740.

## Partnerské obce
- Ecser, (Maďarsko)